# Colombar de Capelle
Treron capellei
Espèce
Statut de conservation UICN

 VU A2cd+3cd+4cd : Vulnérable
Le Colombar de Capelle (Treron capellei) est une espèce d’oiseaux d'Asie du Sud-Est appartenant à la famille des Columbidae. Il est menacé par la perte de son habitat.
Son nom est attribué au diplomate et gouverneur néerlandais Godart van der Capellen (1778-1848).

## Répartition et sous-espèces
Selon la classification de référence du Congrès ornithologique international (15.1, 2025) il se répartit en deux sous-espèces :
- T. c. magnirostris Strickland, 1844 — péninsule Malaise, Sumatra et Bornéo ;
- T. c. capellei (Temminck, 1822) — Java.